# Biblioteca Metropolitana de Seúl
La Biblioteca Metropolitana de Seúl, Corea del Sur (en coreano, 서울도서관) ocupa el edificio del antiguo ayuntamiento de la ciudad, construido en 1926, y se abrió como biblioteca pública en octubre de 2012. Se conservaron y restauraron de la arquitectura original, sus muros exteriores, el gran salón y la escalera central, además del despacho del alcalde. Aloja una colección bibliográfica de más de 300.000 ejemplares en estanterías de cinco metros de altura, incluyendo libros en papel, electrónicos, DVD, etc., salas de referencia, y un sistema de búsqueda de libros integrado con todas las bibliotecas de la ciudad.